# Free (gruppo musicale)
I Free furono un gruppo hard rock britannico formato a Londra nel 1968.

## Storia
I Free nascono a Londra nel 1968 quando Paul Kossoff (1950 - 1976) e Simon Kirke (1949), rispettivamente chitarrista e batterista dei Black Cat Bones, contattano il cantante
Paul Rodgers (1949) dopo averlo visto in azione con la sua blues band, i Brown Sugar.
Come bassista viene reclutato il sedicenne Andy Fraser (1952 - 2015).
Con la protezione di Alexis Korner (responsabile anche della scelta del nome), i quattro fanno serate in piccoli club creandosi un certo seguito, firmano così per la Island Records e pubblicano il loro esordio: Tons of Sobs.
La voce graffiante di Rodgers e i grintosi assoli di Kossoff personalizzano un sound che negli anni a venire non sarà più così energico.
Nel secondo album, Free, i toni si fanno infatti più morbidi e pacati concedendo largo spazio alle armonie vocali.
Il grande successo arriva comunque con Fire and Water, contenente il brano All Right Now, caratterizzato da un riff di chitarra e un ritornello che li porterà in cima alle classifiche di USA e Regno Unito.
I Free si separano al culmine della carriera, nel 1971, per dedicarsi a progetti diversi con scarso successo per tutti e quattro.
Si rimettono quindi insieme nel 1972 e, dopo ripetuti cambi di formazione e i problemi di droga di Kossoff, pubblicano Free at Last (1972) e Heartbreaker (1973).
Fraser lascia il gruppo formando gli Sharks e successivamente la Andy Fraser Band e lasciando il posto al bassista giapponese Tetsu Yamauchi, entra anche il tastierista texano John Bundrick già con Johnny Cash, tuttavia il gruppo britannico non riesce a trovare la stabilità per l'abbandono di Kossoff prima della conclusione di Heartbreaker (in alcune date è Rodgers a improvvisarsi chitarrista).
In seguito Rodgers e Kirke ritrovano la gloria con i Bad Company, Tetsu si unisce ai Faces e Bundrick intraprende la carriera solista diventando dal 1979 tastierista live degli Who.
Kossoff, dopo due anni di cure intensive e quando sembrava essere tornato al meglio (pubblica un album da solista e due con i Back Street Crawler), muore per un attacco cardiaco nel 1976 sull'aereo che lo stava portando a New York.
Dal 1974 al 2002 vengono pubblicate antologie dei Free rimasterizzate e arricchite di inediti e versioni alternative dei loro successi.

## Formazione

### Ultima
- Paul Rodgers - voce, chitarra, piano (1968-1971, 1972-1973)
- Paul Kossoff - chitarra (1968-1971, 1972-1973)
- John Bundrick - tastiere (1972-1973)
- Tetsu Yamauchi - basso (1972-1973)
- Simon Kirke - batteria (1968-1971, 1972-1973)

### Ex componenti
- Andy Fraser - basso, piano (1968-1971, 1972)
- Wendell Richardson - chitarra (1973)
- Leigh Webster -tastiere (1972)

## Discografia

### Album in studio
- 1968 - Tons of Sobs
- 1969 - Free
- 1970 - Fire and Water
- 1970 - Highway
- 1972 - Free at Last
- 1973 - Heartbreaker

### Live
- 1971 - Free Live
- 2006 - Live at the BBC

### Raccolte
- 1974 - Free Story
- 1976 - Free & Easy, Rough & Ready
- 1982 - Complete Free
- 1991 - All Right Now The Best of
- 1993 - Molten Gold The Anthology
- 1998 - Walk in my Shadow
- 2000 - Songs of Yesterday
- 2002 - The Millennium Collection: The Best of Free

## Videografia
- DVD: Free Forever (2DVD, 2006)